# A vadászat (Lost)
A vadászat (The Hunting Party) a Lost – Eltűntek című amerikai televíziós sorozat második évadának tizenegyedik epizódja.
2006. január 18-án mutatták be az USA-ban, az ABC műsorán a sorozat 36. részeként. Az epizódot Elizabeth Sarnoff és Christina M. Kim írta és Stephen Williams rendezte. Középpontjában Jack Shephard áll.
|  | Alább a cselekmény részletei következnek! |

## Ismertető

### Visszaemlékezések
Jack és apja egy idős férfit, Angelo Busonit diagnosztizálnak, akinek gerinctumora van, és megállapítják, hogy a műtét nem végezhető el. De a férfi és a lánya, Angela bevallja, kifejezetten Jackhez jöttek, mivel tudják, hogy lábra állította a későbbi feleségét, akinek a gerince eltört egy autóbalesetben. Bevallottan csodát keresnek, és apja nagy megdöbbenésére Jack elvállalja a műtétet.
Jack és Gabriela között kapcsolat formálódik, méghozzá egy veszélyes típusú, legalábbis Christian szerint, aki fiát távolságtartásra inti. De az orvos éjszakákat és hétvégéket tölt a kórházban, és túlórázik, miközben Gabriela az apja mellett van a számtalan vizsgálat és műtét előtti eljárás közben. Ez feszültséget teremt a férfi otthonában: Jack és Sarah házassága fizeti meg az árát annak, hogy a férfit „csodatevőnek” tekintik. A nő elmondja férjének, hogy a terhességi teszt, amit vett, negatív lett. Jack megkérdezi, hogy akar-e róla beszélni, de a nő nem hajlandó. Azt mondja, még dolgozatokat kell kijavítania, és elhagyja a szobát.
A hét és fél órás operáció után a beteg férfi meghal a műtőasztalon. Christian szerint ennek az oka Busoni kora és gyenge szíve, de Jack önmagát hibáztatja, frusztrált amiatt, hogy képtelen volt megmenteni. Jack hazaindul, de a parkolóban a síró, zaklatott Angelával találkozik, aki rá várt. A fájdalom és az elgyengülés pillanatában egy csókot váltanak. De Jack végül véget vet neki, és azt mondja, nem képes rá. Jack hazamegy Sarah-hoz, és mindent elmond neki. Megfogadja, hogy a dolgok meg fognak változni, több erőfeszítést tesz majd a házasságukért, és rendbehozza azt. De Sarah úgy érzi, hogy Jacknek mindig szüksége van valamire, amit helyrehozhat; elárulja neki, hogy van valami, amit tudnia kell: már egy ideje találkozgat valaki mással, és elhagyja őt. Jack harc nélkül elengedi Sarah-t.

### A szigeten
Jack felébred a bunkerben, és megtalálja a fegyverraktárban eszméletlenül fekvő Locke-ot. A doktor mögött hirtelen felbukkan Michael, aki fegyvert fog rá. Elmondja az orvosnak, hogy elmegy a fiáért, mivel ez apai kötelessége. Jack felajánlja segítségét, hogy segít megkeresni Waltot, de Michael visszautasítja, mert úgy érzi, ezt egyedül kell megtennie; majd bezárja őket a helyiségbe.
Mikor Locke felébred, Jack elárulja neki, mi történt. Locke bevallja, hogy lőni tanította Michaelt. A parton eközben Kate felkelti Sawyert (banánt dobva a férfira, mondván, követ nem talált), és azt mondja neki, Jacknek ki kell cserélnie a kötését. A Hattyúba való megérkezésükkor felfedezik, hogy Locke-ék be vannak zárva a raktárba. Miközben Kate beírja a számokat a komputerbe, és megnyomja a gombot, Sawyer kiszabadítja a két férfit, akik rögtön fegyvereket vesznek magukhoz, és Michael után indulnak, hogy megmentsék. Sawyer úgy dönt, velük tart, mivel azt állítja, az orvosa közelében kell lennie. Kate szintén csatlakozni akar, de ezt Jack váratlan dühvel megtiltja neki, és arra utasítja, hogy maradjon a bunkerben, és nyomkodja a gombot. Ezzel elkezdődik a vadászat, Kate nélkül.
A dzsungelen való átvágás során Sawyer megkérdezi Jacket, miért nem hagyta, hogy Kate is velük menjen. A doktor erre csak egy gúnyos megjegyzést tesz, miszerint Sawyer menjen vissza, és nézze meg, megbántotta-e a nő érzéseit. Locke közben rájön, hogy Michael nem arra tart, amerről a farokrész túlélői jöttek. A parton Hurley elmondja Sunnak (aki közben Jinnek is fordít), hogy Michael elment, magához vett néhány fegyvert, és a fia után eredt. Jin pakolni kezd, remélve, hogy utolérheti a többieket, de Sun megállítja. A férfi azt mondja, Michael a barátja, mire a nő emlékezteti, hogy ő meg a felesége.
Jack és Locke ezalatt arról vitatkoznak, van-e joguk megmondani bárkinek is, mit tehet és mit nem, és arról is, hogy mihez kezd majd az orvos, ha megtalálják Michaelt. Amíg megmásznak egy hegyet, Locke Sawyert az álnevéről kérdezgeti. Elárulja neki, hogy tudja, az igazi neve James Ford, és tudni szeretné, ki után vette fel. Sawyer megkérdezi: „Miből gondolja, hogy valaki után vettem fel?” Ekkor hét lövést hallanak a távolból. A hangok irányába indulnak, remélve, hogy Michael életben van. Locke egy golyó nyomát találja az egyik fán, a földön pedig Michael három töltényhüvelyét. Sawyer azt mondja, folytassák a nyomok követését, mire Jack megkérdezi, mi az igazi oka annak, hogy a férfi csatlakozott hozzájuk: „Talán a sebedért akarsz visszavágni?” Sawyer visszakérdez, de a doktor nem válaszol.
Éjszaka a három férfi vitatkozni kezd, miután Locke elvesztette Michael nyomát. Hirtelen egy ismerős arc tűnik fel a dzsungelben, aki úgy tűnik, tudja a nevüket. Sawyer felismeri őt, mint „a szemétládát, aki meglőtte a tutajon”. Megpróbálja lelőni, de ekkor egy golyó suhan el a füle mellett. Jack arról érdeklődik, merre van Michael. A szakállas férfi azt válaszolja, Michael nem fogja őket megtalálni, és megkéri Johnt, rakjon tüzet.
A bunkerben ezalatt Hurley és Charlie listát készítenek, és észrevesznek egy régi, sosem hallott lemezt, amely a Geronimo Jackson együttestől származik. Közben arról beszélgetnek, hogy vajon Claire-nek hiányzik-e Charlie, illetve hogy Hurley-nek van-e esélye Libbynél. Ekkor feltűnik Sayid, aki megkérdezi, hol van Jack és Locke. Hurley és Charlie tájékoztatják őt Michael elhatározásáról, és arról, hogy mindenki utánaeredt: Jack, Locke, Sawyer és Kate is.
A dzsungelben a szakállas férfi elárulja, hogy Walt jól van, és nagyon különleges gyerek. Aztán megkérdezi Jackéktől: ha először járnak valakinek a konyhájában, minden ételt felfalnak, és olyan ajtókat nyitnak ki, ahol nincs keresnivalójuk? Aztán egy olyan személytől idéz, aki „minden jelenlévőnél okosabb”: „Mióta fajunk megjelent a Földön, az embert megáldotta a kíváncsiság.” Jack azonban nem hisz neki; rámutat arra, hogy egy kémet, Ethant kellett küldeniük, és úgy gondolja, hogy Sawyerrel és Locke-kal többen vannak, mint a Többiek. A másik férfi ezt érdekes elméletnek tartja, és azt kiáltja: „Adjatok fényt!” Erre a túlélők körül fáklyák gyulladnak ki, és rádöbbennek, hogy be vannak kerítve.
A szakállas férfi figyelmezteti őket, hogy ahol állnak, van egy határ, amit nem léphetnek át. Ha megteszik, „a félreértés átértékelődik valami mássá”. Kijelenti, hogy a sziget az övék, és a túlélők csak azért élhetnek rajta, mert megengedték nekik. Szól a Többiek közül valók egyikének, Alexnak, hogy hozza ki a nőt. Megjelenik Kate, akinek a száját felpeckelték, a fejére zsákot húztak, kezeit szorosan a hátához kötözték, cipő nélküli lábait pedig szintén összekötözték. Jack dühbe gurul, és néhány másodpercig úgy tűnik, inkább hagyná meghalni Kate-et, mint hogy átadja a fegyvereket. Ám végül enged nekik, így a nőt elengedik. A Többiek eltűnnek, a négy túlélő pedig elindul vissza a táborba.
A visszaúton Jack még mindig ideges amiatt, hogy Kate nem hallgatott rá. A nő megpróbál bocsánatot kérni, de a férfi elutasítóan viselkedik. Mikor visszaérnek Kate sátrához, Sawyer néhány vigasztaló szót mond neki. Jack a parton üldögélő Ana Luciához megy, és azt mondja neki, hogy úgy hallotta, a nő rendőr volt, és megölte egyiküket. Miután Ana Lucia elismeri ezeket a tényeket, az orvos megkérdezi tőle, mennyi ideig tart kiképezni egy hadsereget.

## Érdekességek
- Tom azt mondta a szigetre utalva: „Árulja el: mikor először van idegen házban, lehúzza a cipőjét?” Locke lehúzta a cipőjét, amikor először a bunkerben volt, de Jack nem. Meg kell jegyezni, hogy a cipő lehúzásának elmulasztása nem minden országban illetlen dolog, csak általánosságban véve. De mivel ezt Tom amerikaiként mondta egy másik amerikainak, más kultúrák általános gyakorlatának ebben az esetben nincs nagy jelentősége.
- Jack Kate bocsánatkérése után azt mondta: „Én is sajnálom.” Ugyanezt mondta Sarah-nak meglepő nyugodtsággal, amikor a nő elárulta, hogy elhagyja őt egy másik férfiért.
- Tom azt mondta Jacknek, hogy „ne lépje át a határt”; Christian ugyanezt mondta neki, persze ő átvitt értelemben gondolta.
- Tom kíváncsiságról szóló idézete Alvar Hansótól, a Hanso Alapítvány vezetőjétől származik; az ENSZ Biztonsági Tanácsának 1967-es ülése során mondta el.
- Tom egy Luger pisztolyt használt, amely arról nevezetes, hogy a nácik a második világháború alatt harcoltak vele.
- Angelo és Gabriela mindketten erős amerikai akcentussal beszéltek olaszul.
- Az epizód történéseit a Három perc című részben Michael szemszögéből is láthatjuk.